# فهرست وابسته‌های دیپلماتیک گویان

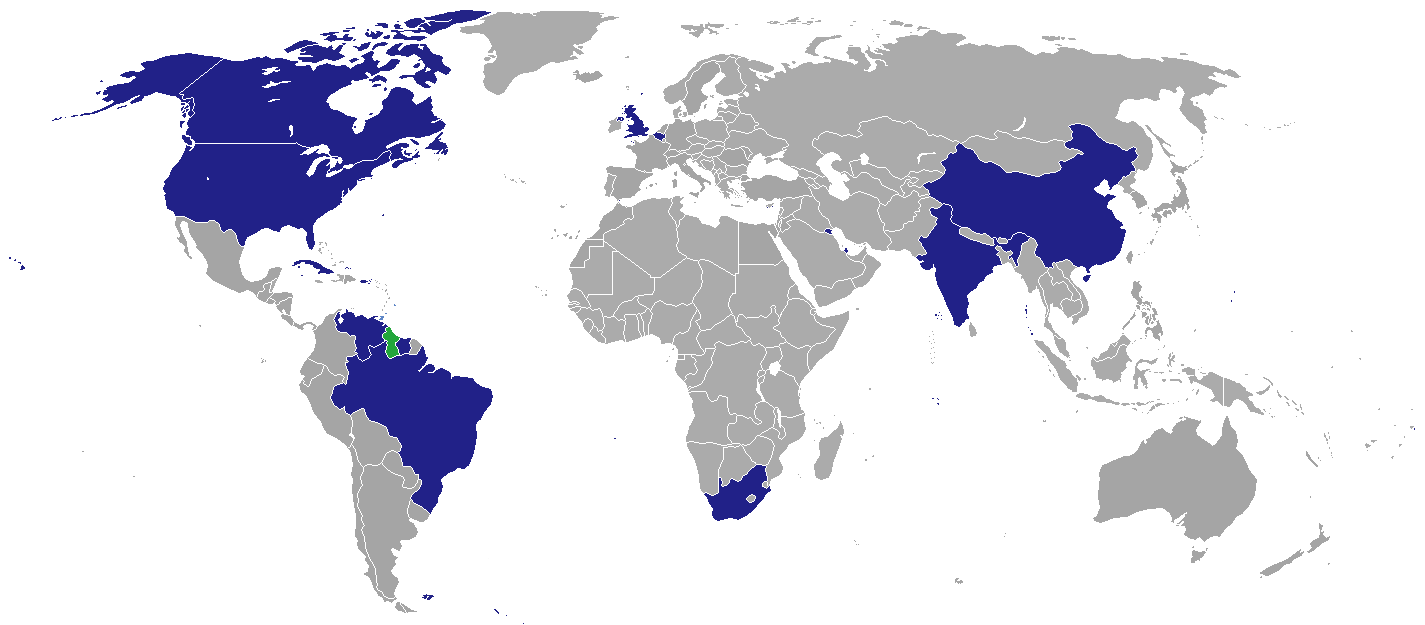
نقشهٔ فهرست وابسته‌های دیپلماتیک گویان

این مقاله شامل وابسته‌های دیپلماتیک گویان است. روابط دیپلماتیک عمدتاً توسط وزارت امور خارجهٔ این کشور مدیریت می‌شود.

## آفریقا
- آفریقای جنوبی
  - پرتوریا (کمیسیون عالی)

## آمریکا
- باربادوس
  - بریج‌تاون (سرکنسولگری)
- برزیل
  - برازیلیا (سفارت)
  - Boa Vista (سرکنسولگری)
- کانادا
  - اتاوا (کمیسیون عالی)
  - تورنتو (سرکنسولگری)
- کوبا
  - هاوانا (سفارت)
- سورینام
  - پاراماریبو (سفارت)
  - نیو نیکری (سرکنسولگری)
- ترینیداد و توباگو
  - پورت آو اسپین (کمیسیون عالی)
- ایالات متحده آمریکا
  - واشینگتن، دی.سی. (سفارت)
  - New York (سرکنسولگری)
- ونزوئلا
  - کاراکاس (سفارت)

## آسیا
- چین
  - پکن (سفارت)
- هند
  - دهلی نو (کمیسیون عالی)
- کویت
  - کویت (شهر) (سفارت)

## اروپا
- بلژیک
  - بروکسل (سفارت)
- بریتانیا
  - لندن (کمیسیون عالی)

## سازمان‌های چندجانبه
- بروکسل (مأموریت در اتحادیه اروپا)
- نیویورک (مأموریت دائمی در سازمان ملل متحد)
- واشینگتن، دی.سی. (مأموریت دائمی در سازمان کشورهای آمریکایی)

## نگارخانه

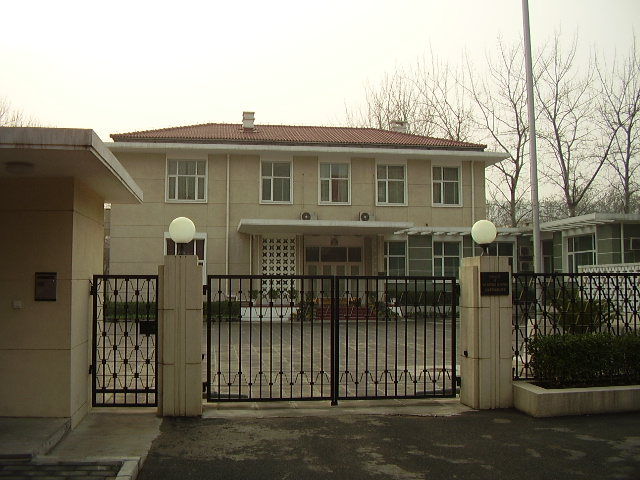
سفارت‌خانه در پکن
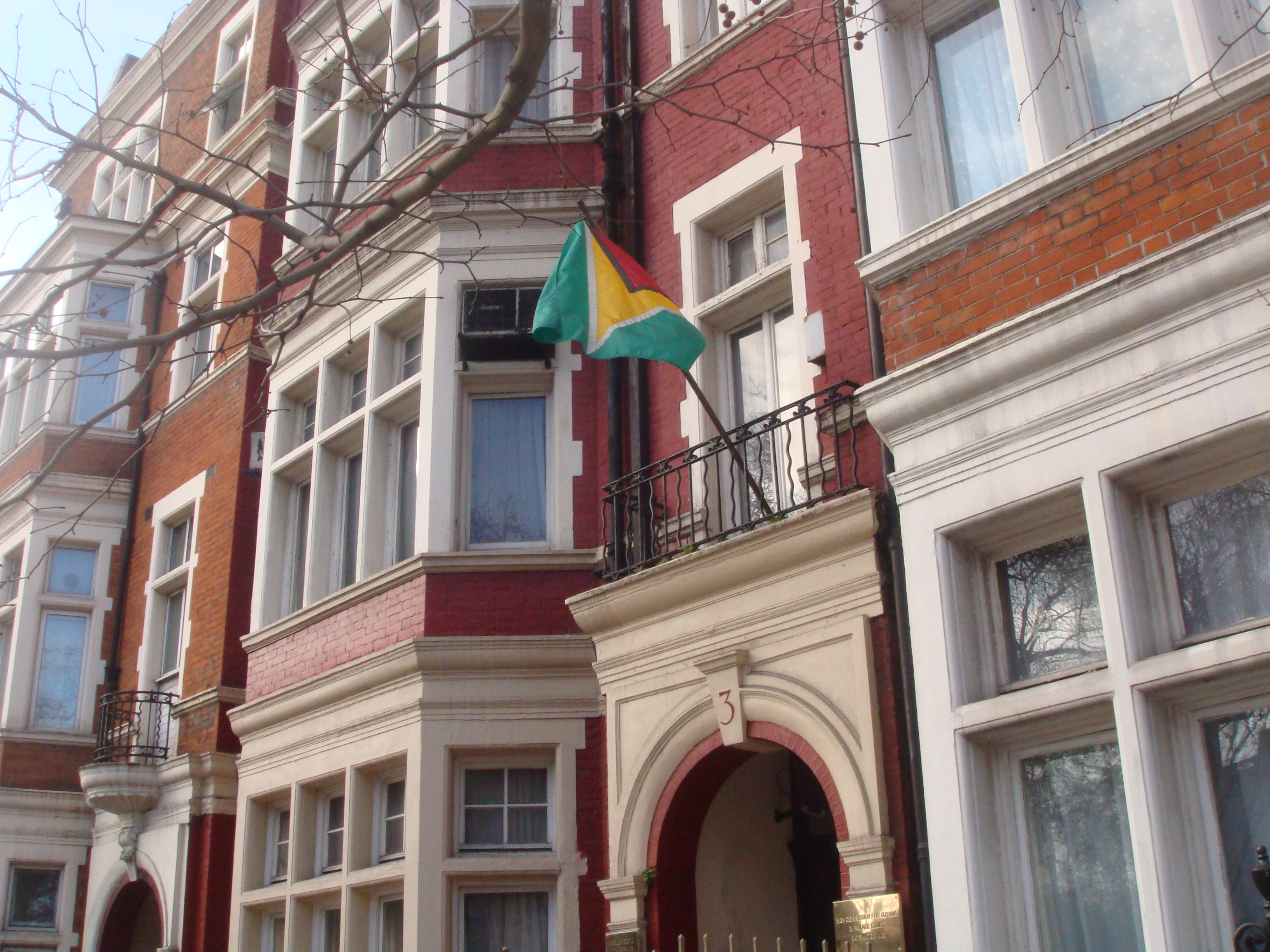
کمیسیون عالی در لندن
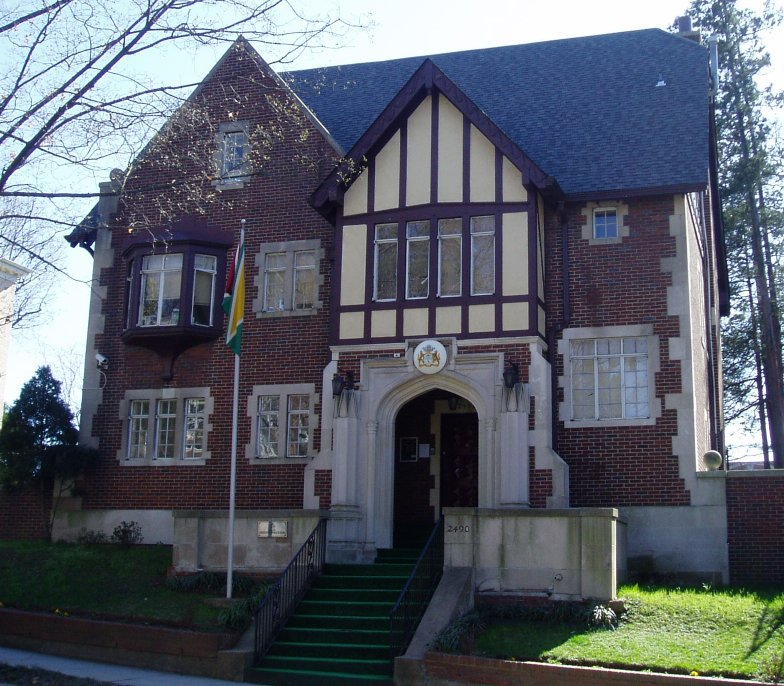
سفارت‌خانه در واشینگتن